# Miriam Goldberg
Miriam Goldberg (nascida Harris; Chicago, 18 de maio de 1916 – Denver, 8 de janeiro de 2017) foi uma editora-chefe americana. De 1972 a 2017, ela foi editora-chefe e produtora editorial do Intermountain Jewish News em Denver, no Colorado.
Ela foi escolhida para integrar o Hall da Fama das Mulheres de Colorado, em 1987.

## Primeiros anos e educação
Miriam Harris, seu nome de batismo, nasceu num hospital de Chicago e cresceu em Denver, por meio de uma família judia. Seus pais se chamavam Harry Harris (1874-1945) e Minnie Shibko.
Ela completou sua educação K-12 na Teller Elementary School, Aaron Gove Junior High e East High School, e frequentou a Universidade de Lindenwood em St. Charles, Missouri. Ela também esteve na Universidade do Colorado em Denver.

## Editora-chefe e produtora editorial
Em 12 de fevereiro de 1936, ela se casou com Max Goldberg, colunista do The Denver Post.
Max fundou e dirigiu uma agência de publicidade que lidava com publicidade para candidatos a governadores, congressistas e senadores. Em 1943, ele comprou o Intermountain Jewish News, que havia sido criado em 1913 e, posteriormente, passou por uma sucessão de proprietários, pelo preço de compra de um dólar. Ele trouxe um parceiro para reforçar o jornal financeiramente instável e o reformulou com sucesso, tanto financeira quanto editorialmente.
Após a morte de Max em 1972, Miriam assumiu como editora-chefe e produtora editorial.
Em 1983, um de seus filhos, o rabino Hillel Goldberg, foi nomeado editor executivo. Netos ocuparam cargos na equipe, incluindo Shana R. Goldberg (editora assistente) e Tehilla R. Goldberg (colunista).
O Intermountain Jewish News informa eventos locais nos estados de Colorado, Novo México, Wyoming, Utah e Montana, notícias nacionais nos Estados Unidos e notícias de Israel, e entre outras comunidades judaicas. Sob a direção de Goldberg, o jornal se ramificou além das notícias da comunidade para as notícias regionais e assumiu "posições controversas". Goldberg instituiu uma política editorial de apresentar todos os lados de uma questão aos leitores.

## Outras atividades
Goldberg foi ex-vice-presidente do Hadassah e ex-membro do conselho executivo da Associação de imprensa de Colorado. Ela também era uma transcritora de Braille.

## Honrarias e prêmios
Goldberg recebeu o Prêmio de Excelência da Associação de imprensa de Colorado em 1979. O governador do Colorado, Richard Lamm, declarou o dia 9 de setembro de 1982 como "Dia de Reconhecimento de Miriam Goldberg". Em 1987, Goldberg foi nomeada Mulher do Ano pela Colorado Press Women e foi escolhida para fazer parte do Hall da Fama das Mulheres do Colorado.

## Morte
Goldberg morreu em 8 de janeiro de 2017 aos 100 anos.